# Tunnel Schmücke
Der Tunnel Schmücke ist ein Straßentunnel in Thüringen mit zwei Röhren. Bezogen auf die Streckenachse hat er eine mittlere Länge von 1725 m. Als Teil der Autobahn A 71, zwischen den Anschlussstellen Heldrungen und Kölleda liegend, unterquert er den Höhenzug Schmücke. Der Baubeginn war 2005, am 12. Dezember 2008 wurde das Bauwerk nach einer Testphase dem Verkehr übergeben. Tunnelpatin war Katharina Althaus, die Ehefrau des damaligen thüringischen Ministerpräsidenten Dieter Althaus. Die Gesamtkosten des Tunnels betrugen 85 Millionen Euro.

## Konstruktion
Die Weströhre hat eine Länge von 1729,46 m und die Oströhre von 1720,81 m. Die maximale Überdeckung des Tunnels beträgt 65 m. Jede Röhre hat eine Lichtraumhöhe von 4,5 m und eine Lichtraumbreite von 9,5 m, die sich aufgliedert in zwei 3,5 m breite Fahrstreifen, Randstreifen von 0,25 m und beidseitige Notgehwege von 1,0 m Breite. In jeder Röhre gibt es im Abstand von 575 m zwei Pannenbuchten. Die Richtungsfahrbahnen sind dort durch befahrbare Verbindungstunnel miteinander verbunden. Außerdem sind zusätzlich im Abstand von 575 m weitere drei Querstollen vorhanden. Die Belüftung der Röhren erfolgt in Längsrichtung durch Strahlventilatoren.

## Geologie und Bau
Die Geologie des bewaldeten Höhenzuges ist gekennzeichnet durch verschieden feste und steil einfallende Gesteinsschichten, mit teilweise starkem lokalen Wasserzutritt und einer geologischen Störzone. Unter anderem werden Buntsandstein, Röt und Muschelkalk mit einem Gebirgswasserspiegel bis 25 m Wassersäule sowie Keuper durchfahren. Bereichsweise erfolgt eine Grundwasserabsenkung.
Der Tunnel wurde bei 105 bis 147 m² Ausbruchquerschnittsfläche im bergmännischen Sprengvortrieb oder maschinell, mit Spritzbetonausbau bei Querschnittsunterteilung in Kalotte, Strosse und Sohle nach der neuen österreichischen Tunnelbauweise aufgefahren.
Die beiden Röhren wurden parallel von beiden Portalen aus in Angriff genommen. An Ausbruchmaterial fielen 375.000 m³ an.

## Besonderheiten
Der Tunnel ist der erste in Deutschland, der komplett mit weißen LEDs beleuchtet wird.